# NEAT
NEAT es un lenguaje de programación de tipo ensamblador de NCR. Las iniciales de NEAT significan NCR´s Electronic Autocoding Technique.
Este comenzó su evolución con un ordenador comercializado en los años 50 llamado NCR 304. Más tarde se produjeron ampliaciones y fue mejorado apareciendo NEAT/3 y NEATVS. Estos fueron muy utilizados en la familia de ordenadores Century.
Estos lenguajes están orientados al problema, y se realiza un uso más eficiente del hardware del computador.
Constan de una definición de datos, e instrucciones de procedimiento. Ambos pueden utilizar nombres o referencias para identificarlos.

## Ejemplo de instrucciones en NEAT/3
GET - Leer un bloque de registros desde un archivo de entrada
PUT - Grabar, perforar o imprimir un bloque de registros en un medio de salida.
ADD - Sumar dos campos.
SUB - Restar dos campos.
MULT - Multiplicar dos campos.
DIV - Dividir dos campos.
BR - Bifurcar o saltar a otro punto del programa.
COMP - Comparar un valor con otro.

## Ejemplo de subrutina en NEATVS
```
*Calculo del TAE.
                                                        
CALTAE COMPLEPERIODI,'12',$01 *SI PERIODICIDAD >12 
          MOVE  '12',PERIODI               * SE ASUME 12(ANUAL)   
$01 MOVE INTERES,RLPORUNO 
          MOVE  PERIODI,RLPERIODOM                                
CALTAE2 DIV RLPERIODOM,'12',DIVISORTAE 
          DIV   DIVISORTAE,RLPORUNO,WTANTOX1                      
          ADD   '1',WTANTOX1                                      
          MOVE  WTANTOX1,WBASE                                    
          LINK  BUCLEAR                                           
          SUB   '1',WBASE                                        
          DIV   WBASE,RLPORUNO,CONSTANTE                          
          MOVE  WBASE,RLPORUNO                                    
          MULT  RLPORUNO,'100',TAE                                
          COMPU TAE1A,'0',$17                                     
          MOVE  TAE,TAE1A                                         
$17 RELINK 
BUCLEAR MOVE '1',WEXPONENTE 
$01 COMPGEWEXPONENTE,DIVISORTAE,REL 
          MULT  WTANTOX1,WBASE,WBASE                              
          ADD   '1',WEXPONENTE                                    
          BR    $01                                               
REL RELINK

```